# 森徹 (スキー選手)
森 徹（もり とおる、1973年6月29日 - 1998年7月4日）は、日本のプロスキー選手。身長174cm、体重67kg、血液型はA型。

## 人物
1973年、長野県野沢温泉村で生まれる。兄が2人居り、彼は末っ子にあたる。次兄にノルディック複合選手で、長野・ソルトレーク五輪代表の森敏がいる。
長野県飯山北高等学校卒業後、アルペンスキーからモーグルに転向。1996年12月19日にはアメリカのディアバレーで行われたフリースタイルスキー・ノースアメリカンカップのモーグルのレースで優勝、年明けからフリースタイルスキー・ワールドカップに参戦した。また1997年フリースタイルスキー世界選手権（長野・飯綱高原）に出場、27位となった。
1998年開催の長野五輪モーグル代表選手の候補であったが、1997年9月にスキルス胃癌を告知され、手術するも既に癌は全身に転移、末期で手遅れの状態だった。翌1998年春頃には癌治療を諦め、ホスピス病棟へ転院。
闘病中の1998年3月、福島県猪苗代町開催の全日本フリースタイルスキー選手権大会(全日本モーグル選手権)へ出場。見事完走する。
スキルス胃癌告知から僅か10ヵ月後、1998年7月に死去。25歳没。亡くなる前日、兄・敏らに対して「いろいろ悪かったな、ありがとう」と言い残したので、既に自分の命が尽きることを覚悟していたのではないかと思われている。

## 関連書籍
- 清水浩一『トオル、君を忘れない－森徹のオリンピック』（ボロンテ）
- 森尾理奈『いのちの輝き』